# جام خرگوشی

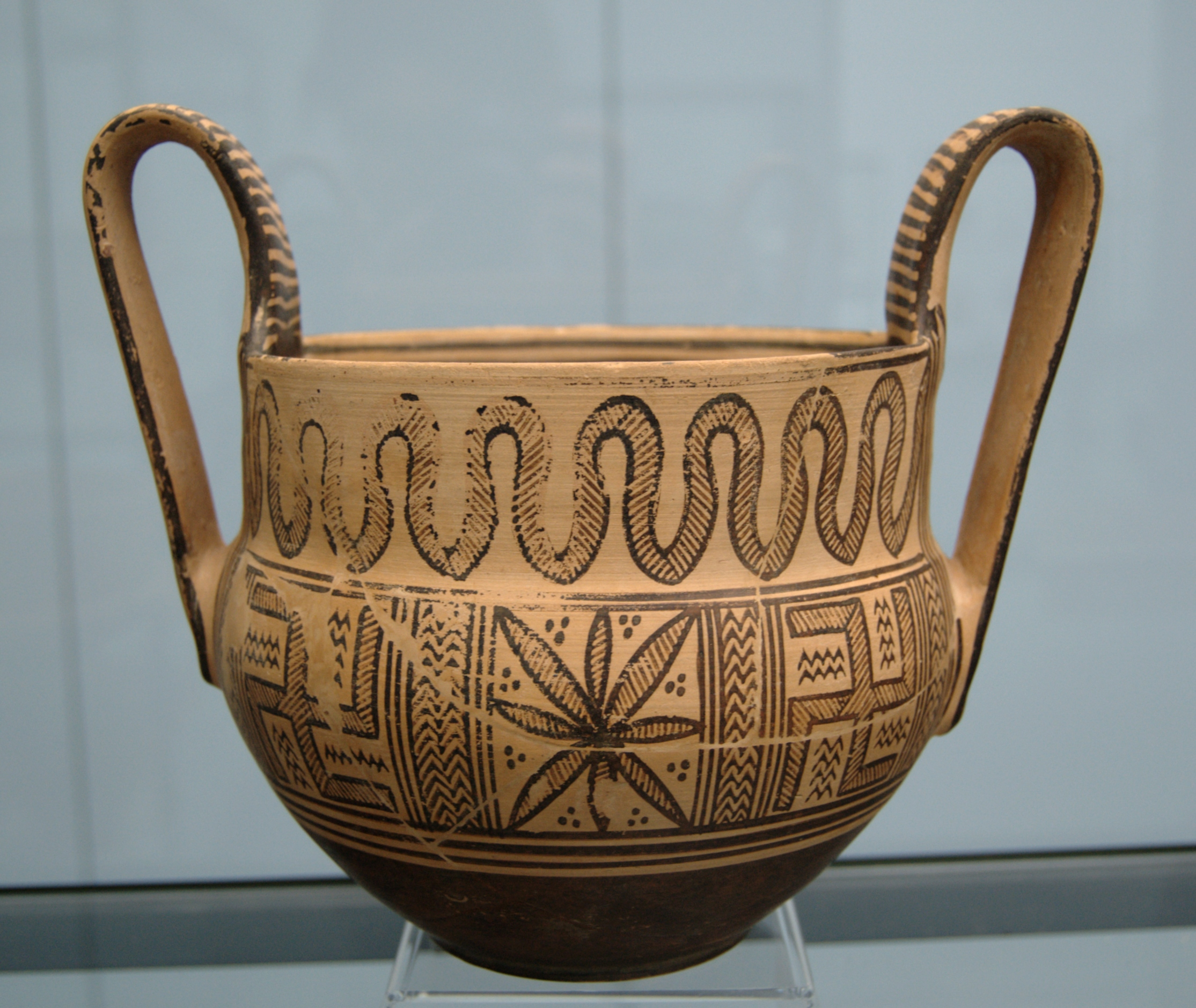
جام خرگوشی هندسی.

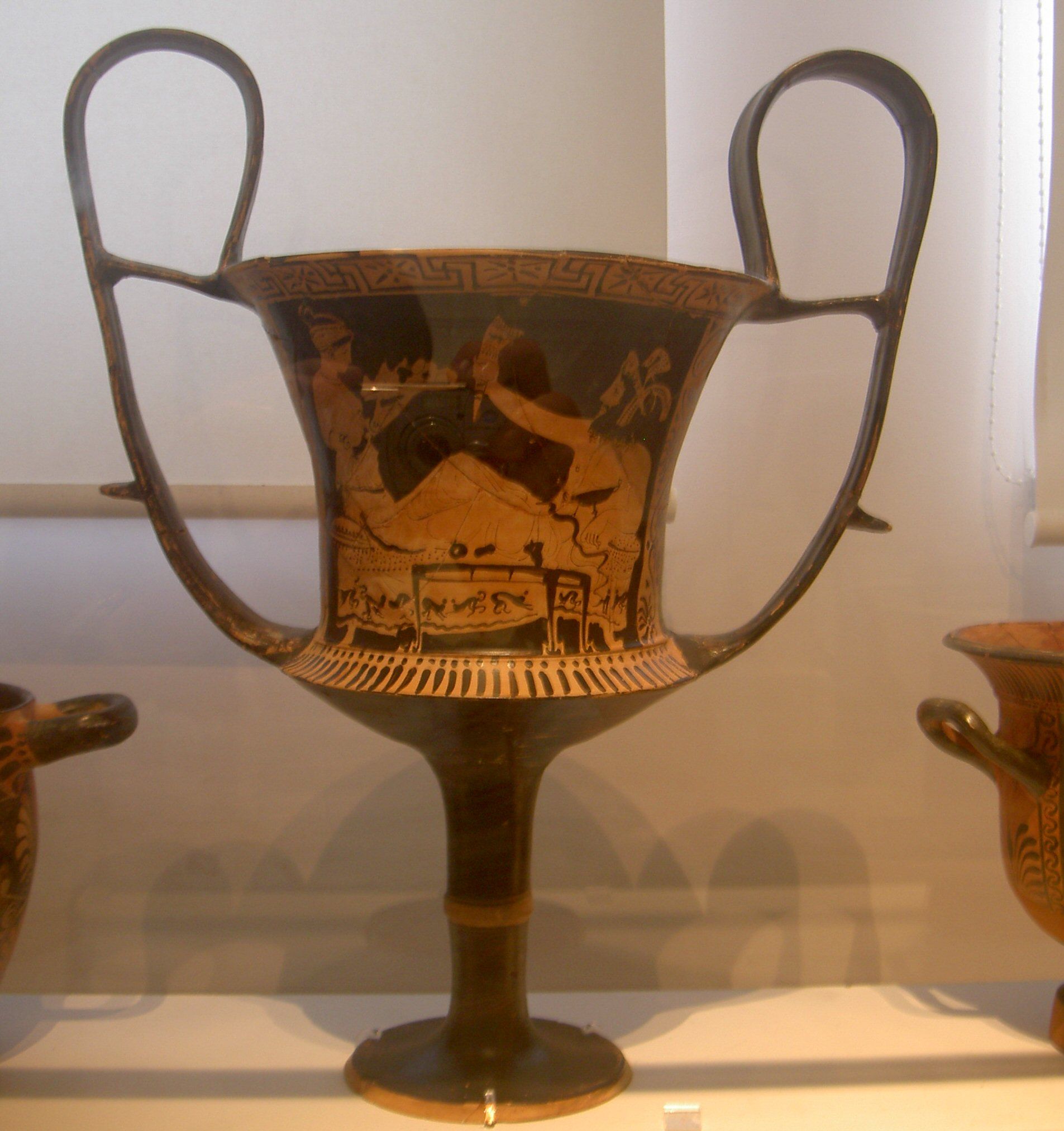
جام خرگوشی با نقش سرخ‌گون، موزه ملی باستان‌شناسی آتن.

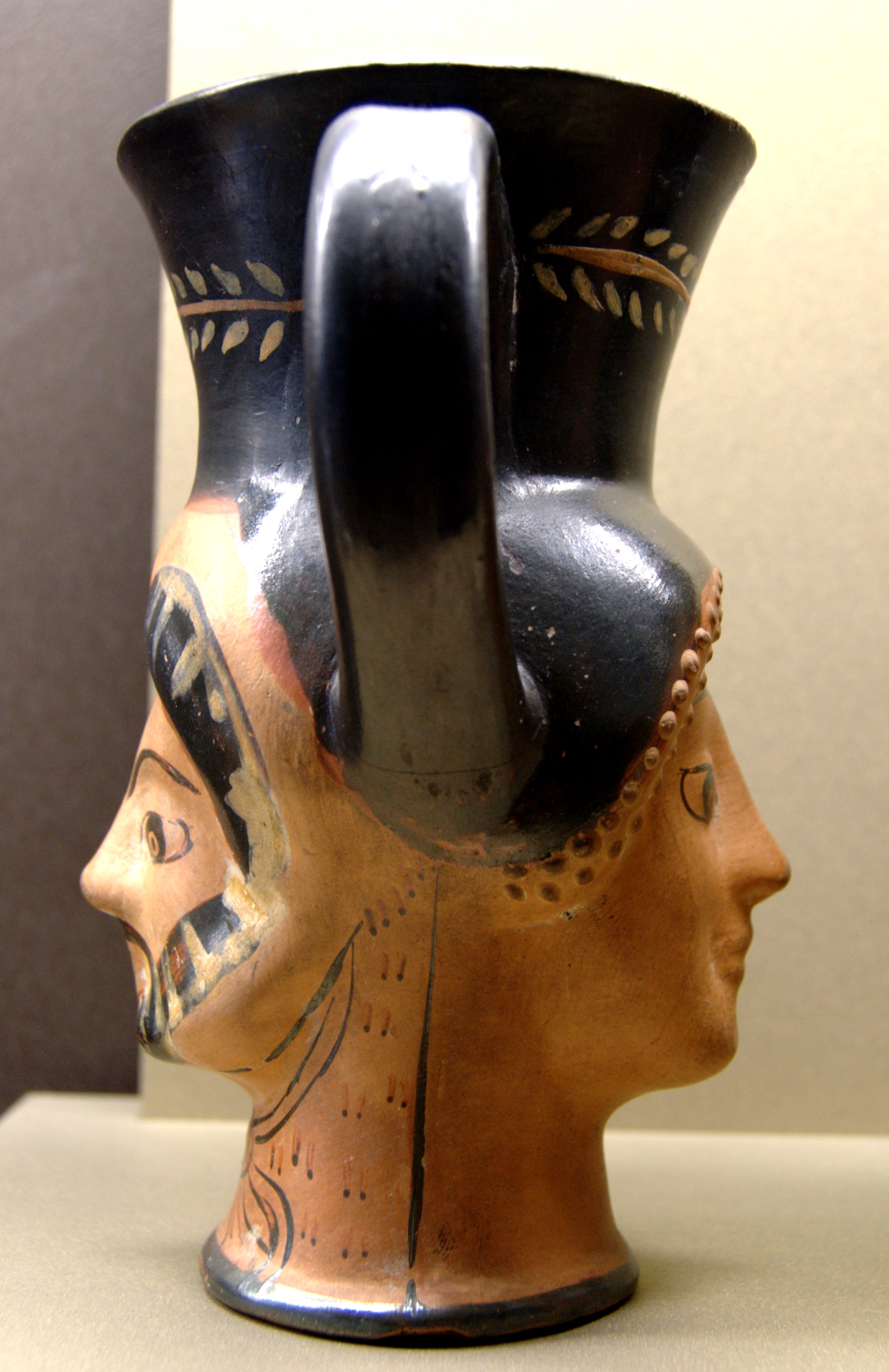
یک جام خرگوشی دوچهره در موزه لوور.

جام خرگوشی یا کانتاروس (به یونانی: κάνθαρος) گونه‌ای از سفالینه‌های یونان باستان است که برای نوشیدن به‌کار می‌رفت.
ویژگی این جام، دسته‌های بلند به شکل گوش‌های خرگوش است که به بدنه و لبه جام متصل شده‌است. جام‌های خرگوشی را معمولاً با سنگ‌های قیمتی و نقش‌های مربوط به دیونیسوس (باکوس) تزئین می‌کردند.
در افسانه‌های یونان باستان، دیونیسوس، ایزد میگساری، یک جام خرگوشی داشت که هرچه از آن می‌نوشید هیچ‌گاه خالی نمی‌شد.
اصلیت جام خرگوشی به «جام‌های نبرد» در یونان باستان بازمی‌گردد که معمولاً در دو سوی آن دو چهره، یکی یونانی و دیگری چهره مردم قاره آفریقا، نقش می‌شد و آذین‌های آن هم در سبک برگ کنگری با رشته‌های تاک انگور بود. نقش این چهره‌ها به عنوان قدردانی از دادوستدی که یونانیان با آفریقا داشتند صورت می‌گرفت.